# Tornos rubiginosaria
Tornos rubiginosaria là một loài bướm đêm trong họ Geometridae.